# Argos (mesto)
Argos (grško Άργος, Árgos [arɣos]; starogrško Ἄργος, Árɡos) je mesto in nekdanja občina v Argolidi na Peloponezu v Grčiji. Od reforme lokalne samouprave 2011 je bila del občine Argos - Mikines, s katero je občinska enota.  Argos je 11 km oddaljen od Navpliona, ki je bilo njegovo zgodovinsko pristanišče. Naselje je zelo staro, saj je bil Argos neprekinjeno naseljen vsaj zadnjih 7000 let. Mesto je del mreže najstarejših evropskih mest.
Prebivalci mesta Argos so Argejci, vendar pa se ta izraz najpogosteje uporablja za tiste antične Grke, ki so napadli mesto Trojo v času trojanske vojne, mnogi so namreč prihajali iz Argosa.
Na strateški lokaciji na rodovitni ravnici Argolidi je bil glavna postojanka v mikenski dobi. V klasični antiki je bil močan tekmec Šparti za prevlado na Peloponezu, vendar so se ga pozneje izogibale druge grške mestne državice, ko je ostal nevtralen v grško-perzijskih vojnah. Danes so v mestu številni antični spomeniki, najbolj znan je Herajon v Argosu. Kmetijstvo (predvsem pridelava citrusov) je temelj lokalnega gospodarstva.
Leta 700 pred našim štetjem je v njem živelo najmanj 5000 ljudi, v 4. stoletju pred našim štetjem pa celo 30.000 ljudi.

## Etimologija
Ime mesta je zelo staro. Je več etimoloških teorij. Najbolj priljubljena trdi, da ime mesta izhaja iz pelazgijskega jezika, ki so ga uporabljali ljudje, ki so se prvič naselili na območju, in v katerem je argos pomenilo raven. Druga možnost je, da je ime povezano z Argosom, tretjim kraljem mesta v antiki, s čimer naj bi nadomestili starejše ime Foronikon Asti (Φορωνικόν Άστυ). Prav tako je verjetno, da je Argos povezan z besedo "αργός" (argós), kar je pomenilo bel; morda pa je to posledica vidnega vtisa o argolidski nižini med žetvijo. Po Strabonu je precej verjetno, da ime izvira iz besede "αγρός" (agros, polje) in sta zamenjana dva soglasnika.

## Zgodovina

### Antika
Foronikon Asti (mesto Foronej), ime Argosa v prazgodovini, je bilo po mnenju mnogih prvo mesto. Prvo naselje današnjega Argosa je nastalo v poznem 3. tisočletju pred našim štetjem, v neolitiku. Od takrat je bilo stalno naseljeno in se je obnavljalo na istem območju, medtem ko so ga v prazgodovini prvič kolonizirali Pelazgi. To dokazujejo jezikovni ostanki, ki so se ohranili do danes, v samem imenu mesta in "Larisi" imenu gradu nad mestom na hribu z istim imenom in pomeni trdnjava. Med vdorom Dorcev okoli 1098 pred našim štetjem je bil Argos razdeljen na štiri soseske, vsaka je živela v drugem fileju ali plemenu.
Neolitsko naselje je v bližini osrednjega svetišča Argois, 45 stadijev (8 km) iz Argosa, bližje Mikenam. Tempelj je bil posvečen Heri. Glavni praznik tega templja je bil hekatomba, eden glavnih praznikov v Argosu. Walter Burkert povezuje festival z mitom o Hermesovem uboju Argosa (ubil ga je "bleščeče" ali "počasi") in šele nato z mitološkim Argosom (ali toponimom).
Argos je bil v mikenski dobi glavna trdnjava in skupaj s sosednjo akropolo v Mikenah in Tirinu zelo zgodaj postal naselje zaradi svojega vodilnega položaja sredi rodovitne ravnine Argolide. Pod odločnim vladarjem Fejdonom se je Argos v 7. stoletju pred našim štetjem razširil, to je bilo najboljše obdobje za mesto. Bil je najpomembnejše mesto v Argolidi in oviral prevlado Šparte na Peloponezu. V tem času je bilo razvito lončarstvo, imeli so šolo kiparstva v bronu, trgovino s keramiko, strojarne in druge rokodelske dejavnosti. Poleg tega je bilo v mestu poleg rednih lokalnih sejmov še vsaj 25 praznovanj.
V Homerjevem času je mesto pripadalo privržencem Agamemnona in dalo ime okrožju, ki ga obdaja, Argolida, ki so jo Rimljani imenovali Argeja.
Pomen Argosa je zasenčila Šparta po 6. stoletju pred našim štetjem zaradi zavrnitve udeležbe v bojih v grško-perzijskih vojnah, ko se mu je izogibala tudi večina drugih mestnih državic. V 5. stoletju pred našim štetjem v bojih med Šparto in Atenami je ostal nevtralen ali neučinkovit zaveznik Aten.

### Rimska, bizantinska in moderna doba
Po prihodu krščanstva v Argos je prvi škof dokumentiran v ohranjenih pisnih virih Genetlij. Leta 448 n. št. je sodeloval na sinodi ob imenovanju nadškofa Flavijana iz Konstantinopla, ki je odstavil Evtiha iz njegove duhovniške pisarne in ga izobčil. Naslednji škof Argosa, Onezim, je bil leta 451 na kalcedonskem koncilu. Njegov naslednik Tales je bil podpisnik pisma, ki so ga škofje rimske province Helas poslali leta 458 bizantinskemu cesarju Leonu I. Tračanu s protestom proti uboju Proterija iz Aleksandrije. Škof Joanes je bil na tretjem carigrajskem koncilu leta 680 in Teotim na fotijskem koncilu Konstantinopla (879).
V obdobju po četrti križarski vojni so križarji zavzeli grad Larisa na hribu z istim imenom, kraj starodavne akropole. Območje je postalo del gospostva Argosa in Navpliona. Leta 1388 je bil prodan Beneški republiki, a ga je prevzel despot iz Mistre, Teodor I. Palajologos, preden bi Benečani prevzeli nadzor nad mestom; leta 1394 jim ga je vseeno prodal.
V tem obdobju je Argos postal latinska cerkvena škofija, dokler ni leta 1463 prešel pod otomansko cesarstvo. Danes je Argos na seznamu katoliške cerkve kot naslovna škofija.
Leta 1397 so Turki oropali Argos in odpeljali velik del prebivalstva kot sužnje. Benečani so mesto in regijo ponovno naselili z albanskimi naseljenci in jim zagotavljali dolgoročno oprostitev kmetijskih davkov. Skupaj z Grki iz Argosa so bili stratioti – plačani vojaki za beneško vojsko. Nekateri zgodovinarji menijo, da francoski vojaški izraz "argoulet" izhaja iz grške besede "argetes" ali prebivalec Argosa zaradi velikega števila francoskih stratiotov, ki so prišli iz ravnic Argosa.
Razen obdobja beneške nadvlade med letoma 1687 in 1715 je Argos ostal v otomanskih rokah do začetka grške vojne za neodvisnost leta 1821.
V tistem času so se kot del splošne vstaje oblikovali številni lokalni upravljavski organi, tako je bil "Konzulat Argos" 28. marca 1821 razglašen pod peloponeškim senatom. Imel je svojega voditelja države Stamatelosa Antonopulosa, "konzula", in to med 28. marcem in 26. majem 1821.
Argos je nato postal del združene začasne vlade prvega državnega zbora v Epidavru in sčasoma postal del Kraljevine Grčije.

## Argos v grški mitologiji
Mitološki kralji Argosa so bili (po vrstni): Inah, Foronej, Arg, Triop, Agenor, Ias, Krotop, Pelazg (Gelanor), Danaj, Linkej, Abas, Pret, Akrizij, Perzej, Megapent, Argej in Anaksagora. Po mnenju Tacijana različica prvotnim 17 zaporednim kraljem Argosa dodaja Apisa, Argiosa, Kriasosa in Forbasa med Arga in Triopa, kar pojasnjuje navidezno nepovezanost Triopa z Argom. [20]
Mesto Argos je verjelo, da je rojstni kraj mitološkega Perzeja, sina boga Zevsa in Danae, ki je bila hči kralja Argosa Akrizija.
Po prvih 17 kraljih so trije kralji vladali Argosu hkrati, eden je bil iz Bianta, drugi iz Melampusa in tretji iz Anaksagore. Melampusa je nasledil njegov sin Mantij, nato Ojkles in Amfiaraj. Družina Melampus je trajala do bratov Alkmajona in Amfiloha.
Anaksagoro je nasledil njegov sin Alektor in nato Ifis. Ifis je zapustil svoje kraljestvo nečaku Stenelu, sinu njegovega brata Kapaneja.
Bianta je nasledil njegov sin Talaj, nato njegov sin Adrast, ki je z Amfiarajem poveljeval sedmerici proti Tebam. Adrast je zapustil kraljestvo sinu Ajgialeju, ki je bil pozneje ubit v vojni z Epigoni. Diomed, vnuk Adrasta, je s svojim zakonskim sinom Tidejem in hčerjo Dipile nadomestil Ajgialeja in bil kralj Argosa v času trojanske vojne. Ta družina je trajala dlje od Anaksagorjeve in Melampusove. Na koncu je bilo kraljestvo združeno pod zadnjim članom Kianipom, sinom Ajgialeja, kmalu po izgnanstvu Diomeda.

## Mestne značilnosti
Mesto Argos je na sever omejeno s suho rečno strugo Herias, na vzhodu z reko Inah in potokom Panitsa (ki izhaja iz slednjega), na zahodu sta hriba Larisa (na njem je znan grad in samostan Panagija Katakekrimeni-Portokaluza) in Aspidos (neuradno Profetes Elias), na jugu je omejen s cesto Notios Periferiakos.
Trg Agios Petros (Sveti Peter) skupaj z istoimensko stolnico je središče mesta, medtem ko so nekateri drugi značilni mestni trgi Laiki Agora (odkrita tržnica), uradno Dimokratias (Republika), na katerih je dvakrat tedensko tržnica, Staragora (trg pšenice), uradno Dervenakija, in trg Dikastirion (sodišče). Park, ki meji na osrednji trg, in Park Boni sta glavni zeleni površini v mestu.
Najživahnejše ulice mesta obdajajo trg Agios Petros (ulice Kapodistriu, Danau, Vasileos Konstantinu), pa tudi ulica Korintu. Pezodromi (ulice samo za pešce) so Michael Stamu, Tsaldari in Venizelu in so najbolj priljubljeno shajališče, saj je tu veliko trgovin in kavarn.
Po grškem popisu 2011 ima mesto 22.209 prebivalcev. Je največje mesto v Argolidi, večje od glavnega mesta Navplion. Precejšnji ostanki antičnega in srednjeveškega mesta so ohranjeni in so priljubljena turistična točka. Kmetijstvo je primarna gospodarska dejavnost v območju s citrusi kot prevladujočim pridelkom.

## Pomembni spomeniki
Argos se postavlja z ogromno zgodovinskih in arheoloških spomenikov, večina je le delno obnovljena ali pa so neuporabljeni ali zapuščeni. Nekateri od njih so:
- Grad Larisa, zgrajen v prazgodovini, večkrat je bil popravljen in razširjen že v antiki in je odigral pomembno zgodovinsko vlogo v beneški prevladi Grčije in grški vojni za neodvisnost. Je na vrhu istoimenskega hriba, ki je tudi najvišja točka v mestu (289 m). V starih časih je bil grad tudi na sosednjem hribu Aspidos. Gradova sta bila povezana z obzidjem in sta varovala mesto pred sovražnimi vpadi.
- Antično gledališče, zgrajeno v 3. stoletju pr. n. št., ki je lahko sprejelo 20.000 gledalcev, je nadomestilo starejše gledališče iz 5. stoletja pred našim štetjem in imelo stike z antično agoro. Vidno je s katerega koli dela mesta in Argolidskega zaliva. Pod gledališčem so najbolje ohranjeni ostanki zdravilišča na grških tleh (iz 1. do 2. stoletja pr. n. št.). Leta 1829 ga je uporabil Ioanis Kapodistrias (grški zunanji minister in eden najuglednejših politikov in diplomatov v Evropi) za četrti državni zbor nove Helenske države. Danes prirejajo v njem poletne kulturne prireditve.[14]
- Antična agora v bližini starega gledališča se je razvila v 6. stoletju pred našim štetjem, bila je na križišču antičnih cest iz Korinta, Herajona in Tegeja. Izkopavanja na tem območju so odkrila bulevterij (prostor za skupščino (bule), zgrajen leta 460 pr. n. št., ko je Argos sprejel demokratično ureditev, svetišče Apolona Likeja in palestro (rokoborska šola).[15]
- Kriterion, antični spomenik, je na jugozahodnem delu mesta ob vznožju hriba Larisa, ki je v sedanji obliki nastal med 6. in 3. stoletjem pred našim štetjem obdobju. Sprva je bil sodišče antičnega Argosa, podobno kot Areopag v Atenah. Po mitologiji je bila tu obsojena Hipermestra, ena od 50 Danajevih hčera, prvega kralja Argosa. Pod vladanjem Hadrijana je bil zgrajen vodnjak za zbiranje in kroženje vode, ki je prihajala iz Hadrijanovega akvadukta, ki je bil na severu Argosa. S tlakovano potjo je povezan z antičnim gledališčem. [16]
- Kapodistrijske vojašnice, zgradbe z dolgo zgodovino, zgrajene v 1690-tih v času beneške nadvlade Grčije, so se sprva uporabljale kot bolnišnica sester usmiljenk. V času turškega vladanja so se uporabljale kot trg in pošta. Leta 1829 je med grško revolucijo nastala velika škoda, popravili so jih Kapodistrijani, ki so jo spremenili v stavbo v konjeniške vojske, nato je bila šola (1893–1894), razstavni prostor (1899), zavetišče za grške begunce, razseljene pri izmenjavi prebivalstva med Grčijo in Turčijo (od leta 1920), prostor za zasliševanje in mučenje (med nemško zasedbo Grčije). V letih od 1955 do 1968 je vojska stavbo zadnja uporabljala; zdaj je v njej Bizantinski muzej Argos, lokalne družbe jo uporabljajo tudi kot razstavni prostor.
- Občinska neoklasicistična tržnica (neuradno "Kamares"), arkadna konstrukcija, zgrajena leta 1889, ki je poleg trga Dimokratias in je ena najlepših sodobnih zgradb mojstrske arhitekture v Argosu v slogu  Ernsta Zillerja. Podolgovata, z dvema hodnikoma se stavba prilagaja majhnim trgovinam.
- Stari Rotovž, zgrajen v času Kapodistrijanov leta 1830, je bil stavba Pravosodja miru, dimogerontija Argosa (občinski svet starešin), za karabinjerje in zapor. Od leta 1987 do leta 2012 je bila mestna hiša, ki je zdaj v ulici Kapodistriu.
- Piramida Helinikon sega v pozno 4. st. pr. n. št. So številne teorije o namenu (tumulus, trdnjava). Splošno sprejeta znanstvena kronologija pravi, da je bila zgrajena kmalu po faraonovi grobnici, tj. Veliki piramidi v Gizi, kar je bil simbol odličnega sodelovanja državljanov Argosa z Egiptom.

Veliko arheoloških najdb, ki datira iz prazgodovine, je razstavljenih v muzeju v Argosu, ki je v stari stavbi Dimitriosa Kalergisa na Trgu svetega Petra.
Arheološki muzej hrani fragment kraterja iz 7. stoletja pr. n. št., ki prikazuje, kako je Jazon oslepil Polifema, in je edini v celoti ohranjen neprebojni jopič iz geometričnega obdobja (8. stoletja pred našim štetjem).

## Promet
Argos je povezan z rednimi avtobusnimi progami s sosednjimi območji, tudi z Atenami. Mesto ima tudi železniško postajo, ki je v tem trenutku še vedno zaprta zaradi začasne ustavitve vseh železniških storitev na območju Peloponeza. Ponovno naj bi bila odprta kot del širitve atenske primestne železnice v Argos, Navplion in Korint.

## Pomembni meščani
- Akrizij, mitološki kralj
- Agamemnon, legendarni voditelj  Ahajcev v trojanski vojni
- Akusilaj (6. stoletja pred našim štetjem), logograf in mitograf
- Agelades (6.–5. stoletje pred našim štetjem), kipar
- Kalhant (8. stoletje pred našim štetjem), Homerjev mitološki videc
- Karan Makedonski (8. stoletje pred našim štetjem), ustanovitelj makedonske dinastije Argeadi
- Leo Sguros (iz 13. stoletja), bizantinski despot
- Nikon Metanoit (10. stoletje), krščanski svetnik armenskega porekla, po nekaterih virih rojen v Argosu
- Fejdon (7. stoletja pred našim štetjem), kralj Argosa
- Pelazg (7. stoletje pred našim štetjem), kralj Argosa
- Poliklet (5.–4. stoletje pred našim štetjem), kipar
- Poliklet mlajši (4. stoletje pred našim štetjem), kipar
- Telesila (6. stoletju pred našim štetjem), grški pesnik
- Bilistihe, helenistična kurtizana (Hetera) in ljubica faraona Ptolemaja II.
- Eleni Bakopanos (rojen 1954), kanadski politik

## Mednarodne povezave
Argos je pobraten z:
- Veria, Grčija
- Abbeville, Francija
- Ardea, Italija
- Episkopi, Ciper
- Mcheta, Gruzija (1991)[19]
- Argoncilhe, Portugalska